# Clarence DeMar
Clarence Harrison DeMar (né le 7 juin 1888 à Madeira et décédé le 11 juin 1958) est un athlète américain spécialiste du marathon. Affilié au North Dorchester Athletic Association puis au Melrose Post American Legion, il mesurait 1,71 m pour 63 kg. Il est membre du Membre du Temple de la renommée de l'athlétisme des États-Unis à titre posthume.

## Biographie

### Palmarès
| Date | Compétition           | Lieu      | Résultat | Performance       |
| ---- | --------------------- | --------- | -------- | ----------------- |
| 1911 | Marathon de Boston    | Boston    | 1er      | 2 h 21 min 39 s   |
| 1912 | Jeux olympiques d'été | Stockholm | 12e      | 2 h 50 min 46 s 6 |
| 1922 | Marathon de Boston    | Boston    | 1er      | 2 h 18 min 10 s   |
| 1923 | Marathon de Boston    | Boston    | 1er      | 2 h 23 min 47 s   |
| 1924 | Marathon de Boston    | Boston    | 1er      | 2 h 29 min 40 s   |
| 1924 | Jeux olympiques d'été | Paris     | 3e       | 2 h 48 min 14 s 0 |
| 1927 | Marathon de Boston    | Boston    | 1er      | 2 h 40 min 22 s   |
| 1928 | Marathon de Boston    | Boston    | 1er      | 2 h 37 min 7 s    |
| 1928 | Jeux olympiques d'été | Amsterdam | 27e      | 2 h 50 min 42 s   |
| 1930 | Marathon de Boston    | Boston    | 1er      | 2 h 34 min 48 s   |

### Records
| Épreuve  | Performance     | Lieu | Date |
| -------- | --------------- | ---- | ---- |
| Marathon | 2 h 18 min 10 s |      | 1922 |